# Ґурка (Лодзинське воєводство)
Ґурка (пол. Górka) — село в Польщі, у гміні Ґідле Радомщанського повіту Лодзинського воєводства.
Населення — 201 особа (2011).
У 1975-1998 роках село належало до Ченстоховського воєводства.

## Демографія
Демографічна структура станом на 31 березня 2011 року:
|          | Загалом | Допрацездатний вік | Працездатний вік | Постпрацездатний вік |
| -------- | ------- | ------------------ | ---------------- | -------------------- |
| Чоловіки | 102     | 12                 | 72               | 18                   |
| Жінки    | 99      | 19                 | 59               | 21                   |
| Разом    | 201     | 31                 | 131              | 39                   |